# Laver Cup 2017
La Copa Laver 2017, oficialment conegut com a Laver Cup 2017, és un esdeveniment de tennis masculí que enfronta un equip europeu amb un equip de la resta del món. L'edició inaugural del torneig es va celebrar entre el 22 i el 24 de setembre de 2017 sobre pista dura interior a l'O2 Arena de Praga, República Txeca.

## Participants
| Equip Europa               | Equip Europa |
| -------------------------- | ------------ |
| Capità: Björn Borg         |              |
| Sotscapità: Thomas Enqvist |              |
| Tennista                   | Rànquing     |
| Rafael Nadal               | 1            |
| Roger Federer              | 2            |
| Alexander Zverev           | 4            |
| Marin Čilić                | 5            |
| Dominic Thiem              | 7            |
| Tomáš Berdych              | 19           |
| Fernando Verdasco          | 40           |

| Equip Món                   | Equip Món |
| --------------------------- | --------- |
| Capità: John McEnroe        |           |
| Sotscapità: Patrick McEnroe |           |
| Tennista                    | Rànquing  |
| Milos Raonic                | 11        |
| Sam Querrey                 | 16        |
| John Isner                  | 17        |
| Nick Kyrgios                | 20        |
| Jack Sock                   | 21        |
| Juan Martín del Potro       | 24        |
| Denis Shapovalov            | 51        |
| Frances Tiafoe              | 72        |
| Thanasi Kokkinakis          | 215       |

|  | Renúncia |
|  | Suplent  |

* Rànquing individual a dia 18 de setembre de 2017

## Partits
| Dia | Data           | Equip Europa                 | Puntuació | Equip Món                | Marcador                | Puntuació acumulada |
| --- | -------------- | ---------------------------- | --------- | ------------------------ | ----------------------- | ------------------- |
| 1   | 22 de setembre | Marin Čilić                  | 1−0       | Frances Tiafoe           | 7−6(3), 7−6(0)          | 1−0                 |
| 1   | 22 de setembre | Dominic Thiem                | 1−0       | John Isner               | 6−7(15), 7−6(3), [10−7] | 2−0                 |
| 1   | 22 de setembre | Alexander Zverev             | 1−0       | Denis Shapovalov         | 7−6(3), 7−6(5)          | 3−0                 |
| 1   | 22 de setembre | Tomáš Berdych / Rafael Nadal | 0−1       | Nick Kyrgios / Jack Sock | 3−6, 7−6(7), [7−10]     | 3−1                 |
| 2   | 23 de setembre | Roger Federer                | 2−0       | Sam Querrey              | 6−4, 6−2                | 5−1                 |
| 2   | 23 de setembre | Rafael Nadal                 | 2−0       | Jack Sock                | 6−3, 3−6, [11−9]        | 7−1                 |
| 2   | 23 de setembre | Tomáš Berdych                | 0−2       | Nick Kyrgios             | 6−4, 6−7(4), [6−10]     | 7−3                 |
| 2   | 23 de setembre | Roger Federer / Rafael Nadal | 2−0       | Sam Querrey / Jack Sock  | 6−4, 1−6, [10−5]        | 9−3                 |
| 3   | 24 de setembre | Tomáš Berdych / Marin Čilić  | 0−3       | John Isner / Jack Sock   | 6−7(5), 6−7(6)          | 9−6                 |
| 3   | 24 de setembre | Alexander Zverev             | 3−0       | Sam Querrey              | 6−4, 6−4                | 12−6                |
| 3   | 24 de setembre | Rafael Nadal                 | 0−3       | John Isner               | 5−7, 6−7(1)             | 12−9                |
| 3   | 24 de setembre | Roger Federer                | 3−0       | Nick Kyrgios             | 4−6, 7−6(6), [11−9]     | 15−9                |